# Englische Cricket-Nationalmannschaft in den West Indies in der Saison 1934/35
Die Tour der englischen Cricket-Nationalmannschaft auf die West Indies in der Saison 1934/35 fand vom 8. Januar bis zum 18. März 1935. Die internationale Cricket-Tour war Bestandteil der Internationalen Cricket-Saison 1934/35 und umfasste vier Tests. Die West Indies gewannen die Serie 2–1.

## Vorgeschichte
Für beide Mannschaften war es die erste Tour der Saison.
Das letzte Aufeinandertreffen der beiden Mannschaften bei einer Tour fand in der Saison 1933 in England statt.

## Stadien
Die folgenden Stadien wurden für die Tour als Austragungsort vorgesehen.
| Stadt         | Land                | Stadion               | Kapazität | Spiele  |
| ------------- | ------------------- | --------------------- | --------- | ------- |
| Bridgetown    | Barbados            | Kensington Oval       | 11.000    | 1. Test |
| Georgetown    | Guyana              | Bourda Cricket Ground | 25.000    | 3. Test |
| Kingston      | Jamaika             | Sabina Park           | 20.000    | 4. Test |
| Port of Spain | Trinidad und Tobago | Queen’s Park Oval     | 25.000    | 2. Test |

## Kaderlisten
Die Mannschaften benannten die folgenden Kader.
| Test | Test |
| West Indies | England |
| --- | --- |
| - Puss Achong - Ivan Barrow - George Carew - Cyril Christiani - Learie Constantine - Oscar DaCosta - Dickie Fuller - Jackie Grant - Rolph Grant - George Headley - Leslie Hylton - Charles Jones - Manny Martindale - George Mudie - James Neblett - Clifford Roach - Derek Sealy - Ken Wishart | - Les Ames - Ken Farnes - Bill Farrimond - Wally Hammond - Patsy Hendren - Eric Hollies - Errol Holmes - Jack Iddon - Maurice Leyland - George Paine - Jim Smith - David Townsend - Bob Wyatt |

## Tests

### Erster Test in Bridgetown
| 8. – 10. Januar Scorecard | Bridgetown | West Indies 102 (47) & 51-6d (19) | – | England 81-7d (29.3) & 75-6 (16.3) |
|                           |            | England gewinnt mit 4 Wickets     |   |                                    |

### Zweiter Test in Port of Spain
| 24. – 28. Januar Scorecard | Port of Spain | West Indies 302 (95) & 280-6d (103) | – | England 258 (121) & 107 (65.5) |
|                            |               | West Indies gewinnt mit 217 Runs    |   |                                |

### Dritter Test in Georgetown
| 14. – 18. Februar Scorecard | Georgetown | England 226 (113.2) & 160-6d (80) | – | West Indies 184 (93) & 104-5 (24) |
|                             |            | Remis                             |   |                                   |

### Vierter Test in Kingston
| 14. – 18. März Scorecard | Kingston | West Indies 535-7d (168)                           | – | England 271 (99.2) & 103 (54) (f/o) |
|                          |          | West Indies gewinnt mit einem Innings und 161 Runs |   |                                     |